# Viktor Perkan
Viktor Perkan, slovenski duhovnik, * 16. oktober 1908, Trnovo, Ilirska Bistrica, † 9. maj 1945, Jelšane.

## Življenje
V Škofovih zavodih v Šentvidu nad Ljubljano je obiskoval klasično gimnazijo, nato je vstopil v goriško veliko semenišče. Goriški nadškof Frančišek Borgia Sedej mu je podelil tonzuro, subdiakonat v Trstu škof Alojzij Fogar, diakonat in prebiteriat pa isti škof v Gorici. 21. maja 1932 je prejel mašniško posvečenje v Gorici, jeseni istega leta pa je začel službovati kot kaplan v Hrušici. Nadaljeval je kot kaplan v Podgradu, nato je bil do 1935 do 1937 upravnik župnije Moščenice. 20. novembra je postal župnik v Jelšanah, leta 1939 pa je postal dekan, obenem je bil tudi profesor v reškem škofijskem semenišču. 9. maja 1945 ga je med pogrebnimi molitvami ob pogrebu nekega partizana v glavo ustrelil partizan, domnevno po naročilu UDBE in z razlago, da naj bi se Perkan dal pred umorom slikati s četniki. 